# Швецов, Владимир Александрович
Владимир Александрович Швецов (13 сентября 1978, Псков, СССР — 1 марта 2000, высота 776, Чечня) — гвардии рядовой Вооружённых Сил Российской Федерации, участник антитеррористических операций в период Второй чеченской войны, погиб при исполнении служебных обязанностей во время боя 6-й роты 104-го гвардейского воздушно-десантного полка у высоты 776 в Шатойском районе Чечни.

## Биография
Владимир Александрович Швецов родился 13 сентября 1978 года в городе Пскове. Окончил Псковскую среднюю школу № 25 и профессионально-техническое училище № 7, получив в последнем специальность газоэлектросварщика. 20 ноября 1996 года был призван на службу в пограничные войска, служил в Карелии на пограничной заставе Лазарево. Окончил сержантскую школу, освоил специальность кинолога. В ноябре 1998 года, по истечении периода срочной службы, Швецов продолжил служить на контрактной основе. Занимал должность механика группы регламента и ремонта авиационного оборудования войсковой части № 32515 (104-й гвардейский воздушно-десантный полк, дислоцированный в деревне Черёха Псковского района Псковской области), службу проходил в 6-й парашютно-десантной роте.
С началом Второй чеченской войны в составе своего подразделения гвардии младший сержант Владимир Швецов был направлен в Чеченскую Республику. Принимал активное участие в боевых операциях. Так, 9 февраля 2000 года Швецов участвовал в отражении нападения боевиков на автоколонну федеральных сил, а 17 февраля 2000 года вместе со своими товарищами удержал занимаемые рубежи, в обоих сражениях нанеся врагу значительный ущерб.
С конца февраля 2000 года его рота дислоцировалась в районе населённого пункта Улус-Керт Шатойского района Чечни, на высоте под кодовым обозначением 776, расположенной около Аргунского ущелья. 29 февраля — 1 марта 2000 года десантники приняли здесь бой против многократно превосходящих сил сепаратистов — против всего 90 военнослужащих федеральных войск, по разным оценкам, действовало от 700 до 2500 боевиков, прорывавшихся из окружения после битвы за райцентр — город Шатой. Вместе со всеми своими товарищами он отражал ожесточённые атаки боевиков Хаттаба и Шамиля Басаева, не дав им прорвать занимаемые ротой рубежи. В том бою Швецов погиб, как и 83 его сослуживца.
Указом Президента Российской Федерации, младший сержант Владимир Александрович Швецов был посмертно удостоен ордена Мужества.
Похоронен во Пскове.

## Память
- Бюст Владимира Швецова установлен на Аллее Победы в его родном городе Пскове.
- На здании средней школы № 25 установлена мемориальная доска.
- В школе № 25 и училище № 7 созданы памятные экспозиции.